# Мобільність робочої сили

## Мобільність робочої сили
Мобільність робочої сили - географічний і професійний рух працівників.[1] Мобільність працівника краще всього вимірює відсутність перешкод до такої рухливості. Перешкоди до мобільності легко поділити на два чіткі класи: з особистим характером та систематичним. Особисті перешкоди включають фізичне розташування, фізичну і розумову здатність. Систематичні перешкоди включають освітні можливості, а також різні закони, політичну винахідливість та навіть бар'єри та перешкоди, що є результатом історичної випадковості. Збільшення та підтримка високого рівня трудової мобільності дозволяють ефективніше розподіляти ресурси. Виявляється, мобільність трудових ресурсів є двигуном прогресу.

## Види мобільності робочої сили

### Географічна мобільність
Географічну мобільність робочої сили відображає категорія міграція. Міграція населення являє собою процес територіального переміщення населення з причин політичного, економічного, соціального, релігійного, особистого характеру, ЇЇ кількісним результатом є перерозподіл населення між державами або регіонами однієї країни відповідно до зрушень на ринку праці і в галузевій структурі зайнятих.[3]
Оцінити географічну мобільність можна за допомогою таких абсолютних (масштаби міграції") і відносних (рівні міграції") показників:
1) Масштаби міграції визначаються: чисельністю вибулих та прибулих, їх сукупністю протягом певного періоду, сальдо міграції (різниця між кількістю прибулих та вибулих за певний період).
2) Рівні міграції визначаються: інтенсивністю міграції по вибуттю—співвідношенням чисельності вибулих до населення регіону; інтенсивністю по прибуттю— відношенням кількості прибулих до населення регіону; рівнем участі населення в міграції — співвідношенням числа мігрантів з чисельністю населення регіону, коефіцієнтом результативності міграції— відношенням сальдо міграції до чисельності населення регіону. Всі результати розраховуються за певний період у відсотках.

### Професійна мобільність
Професійна мобільність забезпечує взаємозамінність працівників у періоди "пікових" навантажень, відпусток, хвороб і дозволяє виконувати кілька видів робіт протягом робочого дня, знижуючи при цьому монотонність роботи і підвищуючи інтерес до неї. Професійна мобільність сприяє горизонтальним та вертикальним переміщенням персоналу на внутрішньо-фірмовому ринку праці.[3]
Крім того, професійна мобільність означає здатність власників робочої сили перенавчатись, освоювати нові професії, поглиблювати свої знання у специфічних сферах, змінювати напрями діяльності. Частково тенденції розвитку професійної мобільності можна оцінити за допомогою абсолютних та відносних показників обсягу перепідготовки працівників.[3]

#### Основні типи професійної мобільності
Критерієм класифікації трудової мобільності служать насамперед її зміст, сутнісні характеристики. Розрізняють такі основні типи трудової мобільності:
• соціально-трудові переміщення, зумовлені змінами соціальних позицій індивідів у зв'язку зі змінами того місця, яке вони посідають у системі суспільного поділу праці (професійно-кваліфікаційні, міжпрофесійні, галузеві й міжгалузеві, територіальні та інші переміщення працівників);
• соціально-трудові переміщення, зумовлені наслідками науково-технічного прогресу. Відомо, що автоматизація виробництва, Його комп'ютеризація, розвиток енергетики, пошук і впровадження нових матеріалів і технологій тощо ведуть до відмирання тих чи інших професій і появи нових. Цей тип трудової мобільності тісно пов'язаний із попереднім;
• стихійні трудові переміщення працівників, пов'язані зі специфічними соціально-економічними, технологічними, організаційними умовами на конкретних підприємствах (на відміну від подібних на інших підприємствах, в організаціях) і зумовлені власними побажаннями працівників чи ініціативою адміністрації;
• стихійні переміщення працівників у сфері суспільного виробництва, зумовлені дією об'єктивних ринкових законів і пов'язані з загальними проблемами зайнятості населення в ринковому суспільстві, наявністю безробіття та ін.;
• між- і внутрішньопоколінні переміщення (до першого належать переміщення людей між поколіннями, професійно-трудові зміни в їхньому житті порівняно з "батьками"). Внутрішньопоколінними є професійно-трудові переміщення людей протягом їхнього індивідуального життя і кар'єри. Сукупність цих переміщень утворює так званий життєвий шлях людини (відповідно до термінології зарубіжної соціології), що характеризується кількістю, структурою і якістю професійно-трудових змін, а також їхнім значенням і наслідками для конкретного працівника;
• горизонтальні і вертикальні переміщення (розрізняються за простим критерієм — незмінність або змінність статусу);
• одиничні і групові переміщення; останні бувають або соціально-економічними (збіг безлічі переміщень унаслідок спільної для всіх соціально-економічної причини), або соціально-психологічними (засновані на яких-небудь ефектах групової поведінки — моді, договорі, наслідуванні, паніці);
• разові і перманентні переміщення. Працівник іноді досягає бажаних цілей у праці і зайнятості лише однією зміною робочого місця, а часом він здійснює кілька переміщень у пошуку роботи, яка б його задовольняла. Іноді в соціологічній літературі трапляються виокремлення видів трудової мобільності. Критерієм такого виокремлення є конкретний предмет зміни. Ці види можуть бути без чи зі зміною місця проживання, місця роботи, організації, професії, спеціальності, статусу.[4]

## Міжнародна мобільність робочої сили
Міжнародна мобільність робочої сили - рух працівників між країнами.[5] Це - приклад міжнародного руху факторів виробництва. Рух працівників базується на тому, що кожна країна по-різному забезпечена ресурсами.[5] Традиційна міжнародна економічна теорія вважає, що скорочення бар'єрів для трудової рухливості призводить до зрівнювання заробітних плат через країни.[6]
Це можна явище можна зобразити за допомогою графічної моделі за допомогою кривої Граничного продукту праці. ГПП демонструє розмір реальної заробітної плати при будь-якому рівні зайнятості в економіці.

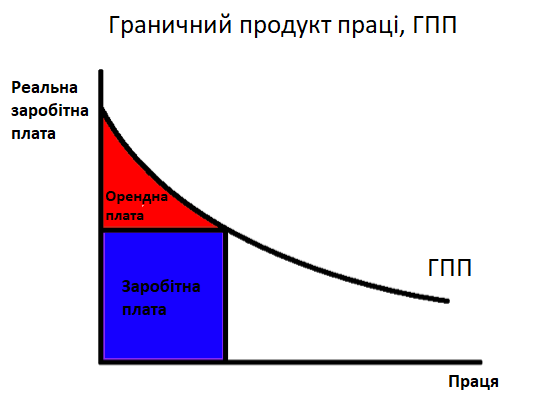
Граничний продукт праці

Міжнародна трудова міграція - ключова особливість нашої міжнародної економіки.[7] Наприклад, багато промисловості в США сильно залежна від законної і нелегальної робочої сили з Мексики і Карибського моря.[7] Економічний розвиток Середнього Сходу започаткувала робоча сила Південних Азійських країн, і навіть зараз декілька Європейських країн мають програми для трудових мігрантів з наданням місця проживання  впродовж років.[7] Організації об'єднаних націй оцінили, що більш ніж 175 мільйонів чоловік, десь 3% всесвітнього населення, живуть не в країні, де вони народилися.[8] Міжнародна трудова мобільність - політично прискіплива тема, особливо, розглядаючи нелегальні рухи людей через міжнародні межі, з метою пошуку роботи.